# Lolita Milyavskaya
Lolita Markovna Milyavskaya (em russo:  Лоли́та Ма́рковна Миля́вская, née Горелик (Gorelik); em ucraniano:  Лоліта Марківна Мілявська; nascida em 14 de novembro de 1963) é uma cantora, atriz, diretora de filme e TV russa de origem ucraniana. Ela é melhor conhecida sob seu nome de palco Lolita. Ela nasceu em Mukachevo, Oblast da Transcarpátia, Ucrânia.